# Pampryl
Pampryl est une marque de transformation de fruits et de légumes. Elle appartient à la société britannique Schweppes International Limited, 7 Albemarle Street London W1S 4HQ, GB.
Son exploitation a été confiée à Orangina Schweppes France.

## Historique
Pampryl est née en 1926, à Nuits-Saint-Georges, lorsque des viticulteurs français qui avaient du mal à exporter leur production eurent l'idée de presser leurs excédents de raisin et de le vendre en pharmacie.
En 1968, Pampryl lance Banga, un soda contenant, entre autres, du concentré de fruits.
En 1989, Pampryl lance Champomy, la marque d'un jus de pommes gazéfié[réf. nécessaire].
L'entreprise fait partie du groupe Pernod Ricard jusqu'en 2001, au sein de l'entité jus de fruits et cidres nommée CSR. Elle a été fusionnée en 2000 avec Orangina, autre marque du groupe Pernod Ricard, au sein de Orangina-Pampryl. Cette nouvelle entité fut cédée en 2001 à Cadbury Schweppes. Au sein de Cadbury Schweppes, elle rejoint Cadbury Schweppes European Beverages, la division européenne de Cadbury Schweppes commercialisant des boissons.
En 2006, les entreprises Orangina-Pampryl et Schweppes France (autre filiale de Cadbury Schweppes) fusionnent pour donner naissance au groupe Orangina Schweppes, second « acteur » du marché des boissons non-alcoolisées en France.
Orangina Suntory France, après avoir appartenu aux fonds d'investissement Lion Capital LLP (50 %) et Groupe Blackstone (50 %), fait partie depuis 2009 du groupe japonais Suntory.

## Organisation
Pampryl, après la vente de ses deux usines d'embouteillage en 2007, n'est plus qu'une marque du portefeuille d'Orangina Schweppes (maintenant Suntory Beverage & Food France). La production est sous-traitée aux entreprises qui ont racheté ses usines historiques : Refresco à Nuits-Saint-Georges, et la Compagnie des Jus de Marmande à Marmande.